# جيك فيندلاي
جيك فيندلاي (بالإنجليزية: Jake Findlay)‏ هو لاعب كرة قدم اسكتلندا، ولد في 13 يوليو 1954. لعب مع ديربي كاونتي وسويندون تاون وكوفنتري سيتي ونادي بارنسلي ونادي بورتسموث ونادي بيتربورو يونايتد ونادي لوتون تاون.

## وصلات خارجية
- جيك فيندلاي على موقع قاعدة بيانات كرة القدم.إي يو (الإنجليزية)